# Owell Brown
Owell Brown, né en décembre 1973 en Côte d'Ivoire, est un scénariste et réalisateur ivoirien,.

## Biographie
Owell Brown réalise des films notamment Le Mec idéal (2011), L'Anniversaire (2007), Paris, la métisse (2005), Lunettes noires (1997). Il gagne le Prix Étalon de bronze derrière Mahamat Saley Haroun et Mohamed Mouftakir au FESPACO 2011.

## Filmographie[4]
- 1996 : Embrouille de cités. Court-métrage 18 minutes ; musique de Minister Amer
- 1997 : Lunettes noires
- 1999 : Pour vivre. Court-métrage 26 minutes
- 1999 : Confidences sourdes. Court-métrage 10 minutes
- 2004 : No way !, avec Passy, Djédjé Apali, Lucien Jean-Baptiste, Aïssa Maïga, Mata Gabin, Stana Roumillac...
- 2005 : L'Anniversaire. Court-métrage réalisé dans le cadre de la collection intitulée "Paris, la métisse", produite par Ekla Productions. La série comprend 14 autres films courts d'autres réalisateurs et réalisatrices dont : la Guadeloupéenne Mariette Monpierre, le Nigérian Newton Aduaka, etc.
- 2011 : Le Mec idéal
- 2014 : Braquage à l'africaine
- 2023 : Dans la peau d'un caïd, avec Michel Gohou, Adrienne Koutouan...
- 2024 : Maman

## Prix et nominations
2011:
- Étalon de bronze FESPACO dans Le Mec idéal[5].